# Bohemia (øl)
Bohemia er et mexicansk ølmærke som er blevet produceret af Cervecería Cuauhtémoc Moctezuma siden 1905. Navnet kommer fra Böhmen (latin Bohemia) i Tjekkiet. Øllet blev tappet på gennemsigtige glasflasker frem til 1958. Fra 1958 og frem til i dag er det blevet produceret på de let genkendelige brune flasker. Øllet har et eksklusivt præg med gule- og sølvfarvede etiketter.
Bohemia kommer i følgende udgaver:
- Bohemia clásica
- Bohemia obscura